# Henri De Wolf

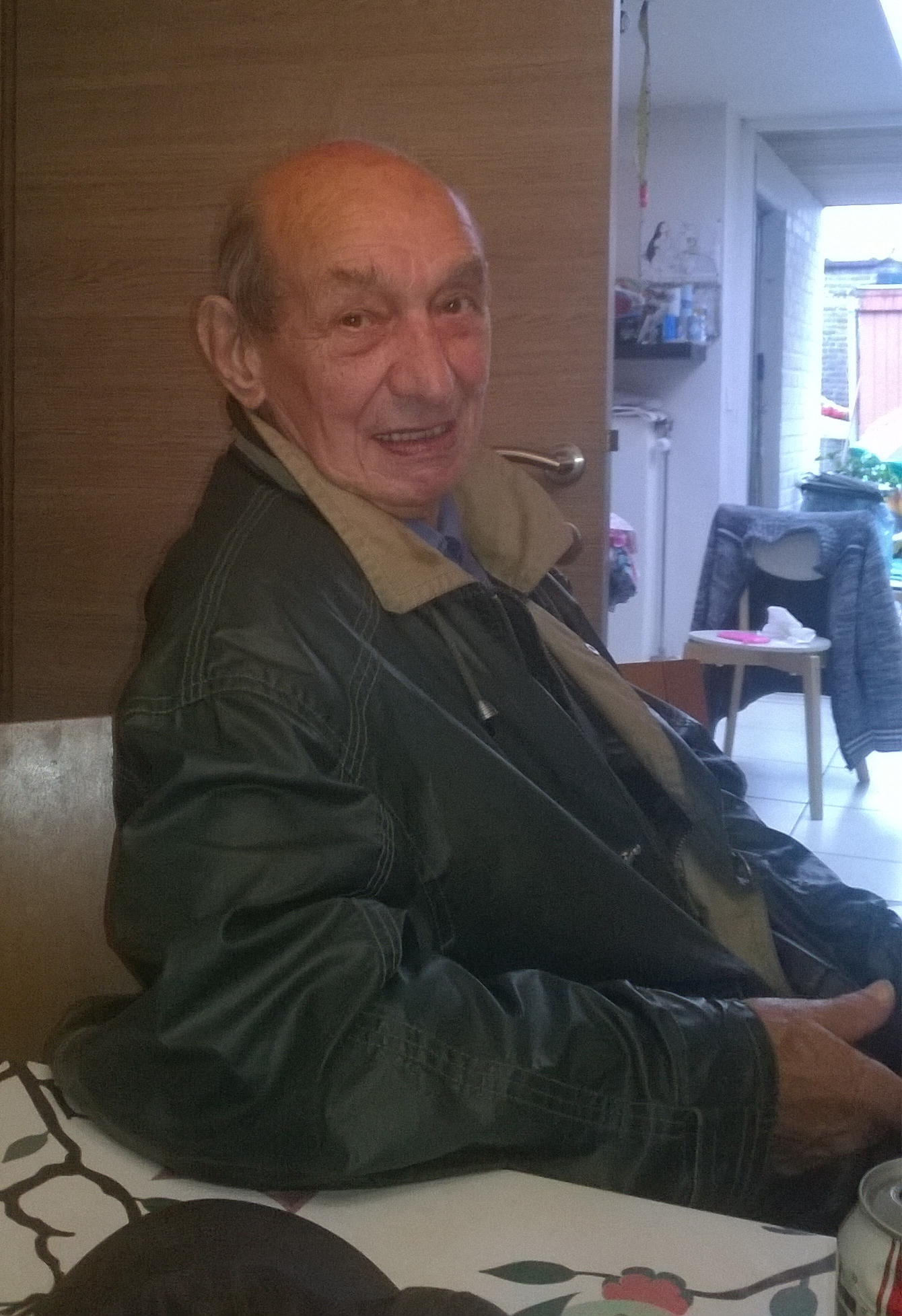
Henri De Wolf

Henri De Wolf (* 17. August 1936 in Deinze; † 12. Januar 2023 ebenda) war ein belgischer Radrennfahrer.

## Sportliche Laufbahn
De Wolf wurde 1958 als Amateur hinter Gustav-Adolf Schur Dritter im Rennen der UCI-Straßen-Weltmeisterschaften.
1957 gewann er das Etappenrennen Tour de la Province de Namur mit zwei Etappenerfolgen. 1958 siegte er in der Limburg-Rundfahrt mit einem Etappensieg, im Grote Prijs Laken und in dem damals bedeutendsten britischen Eintagesrennen, der Manx Trophy vor Bill Bradley. In jener Saison startete er als Unabhängiger. Er bestritt die Internationale Friedensfahrt und gewann eine Etappe. Nach einem Sturz schied er aus der Rundfahrt aus.
1960 wurde er Berufsfahrer im Radsportteam Helyett-Hutchinson. Er blieb bis 1969 als Profi aktiv. 1961 gewann De Wolf vier Rennen, darunter eine Etappe des Critérium du Dauphiné Libéré. Zweite Plätze holte er in den Rennen Grand Prix d’Isbergues und Grote Prijs Stad Zottegem. 1962 siegte er punktgleich mit Rolf Wolfshohl im Weekend Ardennais. Den zur Wertung gehörenden Flèche Wallonne hatte er vor Pino Cerami gewonnen. In der Belgien-Rundfahrt entschied er eine Etappe für sich. 1963 siegte er in der 1. Etappe der Quatre Jours de Dunkerque und im Eintagesrennen Paris–Valenciennes, 1964 gewann er eine Etappe der Vuelta a España. Während seine Laufbahn gewann De Wolf eine Vielzahl von Kriterien und Rundstreckenrennen.
Henri De Wolf bestritt alle Grand Tours. Die Tour de France fuhr De Wolf viermal. 1963 wurde er 33. 1965 60. und 1966 76. des Endklassement, 1964 war er ausgeschieden. In der Vuelta a España war der dreimal am Start. 1964 wurde er 14., 1965 46. und 1969 62. der Gesamtwertung. Im Giro d’Italia 1967 schied er aus.